# Anna Brigadere
Œuvres principales
- "Sprīdītis"
- "Maija un Paija"
- "Dievs, daba, darbs"
- "Princese Gundega un karalis Brusubārda"

Anna Brigadere (1er octobre 1861- 25 juin 1933 à Tervete) est une écrivaine lettonne. Elle est l'auteur de comédies et de drames, entre autres Sprīdītis ("Sprīdītis", 1903), Maija et Paija ("Maija un Paija", 1921). Elle est également l'auteur de quatre autobiographies, dont Dieu, nature, travail ("Dievs, daba, darbs", 1926), témoignage de la vie d'une femme lettonne de la fin du XIXe siècle. Brigadere est décorée de la médaille de commandeur de l'Ordre des Trois Étoiles de Lettonie en 1926.

## Biographie

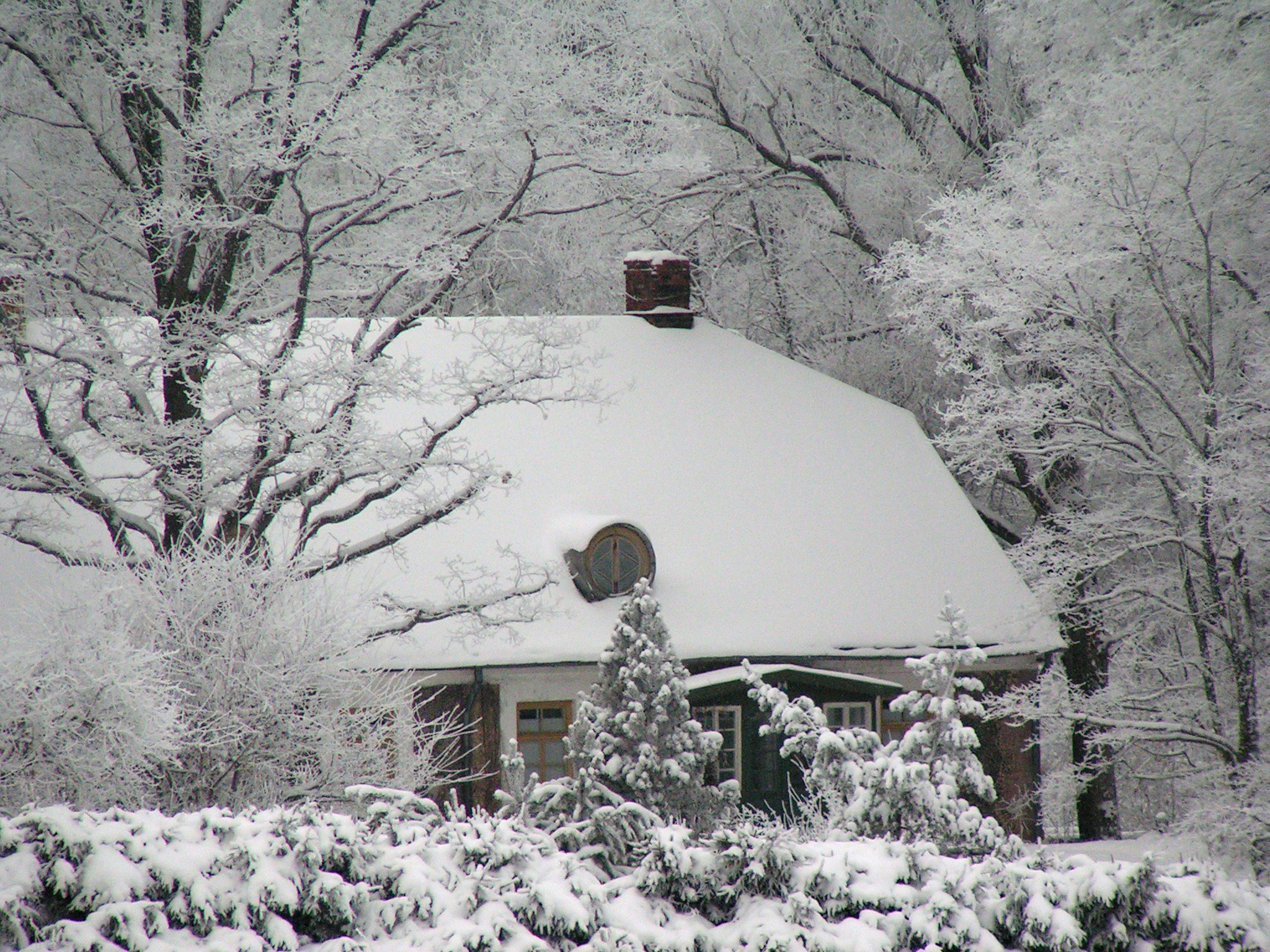
La maison de Anna Brigadere "Sprīdīši" à Tērvete.

Brigadere est née le 1er octobre 1861, dans la maison "Baļļas" du pagasts Kalnamuiža à Tērvete  en Lettonie sous Empire russe. Dans la famille de Krišjānis Brigaders et sa femme Lavīze (née Vanaga) il y avait trois enfants : Jānis, Līze et Anna.
Son frère Jānis deviendra magasinier et acteur amateur, tandis que sa sœur Līze suivra à Jelgava la formation de couturière et en fera son métier. La famille était pauvre, les parents travaillaient comme domestiques.
Anna a été scolarisée à l'école de Kalnamuiža, puis, à l'école de Auce entre 1871 et 1875. 
Le père d'Anna décède en 1874, et la famille déménage à Jelgava. Les deux sœurs travaillent à cette époque à faire la couture. Quand sa sœur Līze se marie et s'installe à Ventspils, Anna part vivre avec elle. Plus tard, autour de 1880, elle déménage à Riga et devient vendeuse dans le magasin de son frère Jānis.
En 1880, Brigadere trouve une place de nurse chez un fabricant allemand à Moscou, puis, devient préceptrice à Jaroslavl. De retour à Riga, elle obtient, après un an d'études, le diplôme d'enseignante à domicile et travaille dans une famille allemande à la capitale (1885-1897).
Elle écrit sa première nouvelle Hôpital ("Slimnīca") autour de 1893 qui sera publiée dans le journal Baltijas vēstnesis en 1896. À cette époque, elle fait connaissance de Rūdolfs Blaumanis avec qui elle se liera d'amitié. Son premier livre La vieille Carline ("Vecā Karlīne") parait en 1897.
Au mois de novembre 1898, elle fait le voyage à Davos en Suisse, où elle reste jusqu'au mois d'avril 1899. Elle y découvre la mission populaire évangélique la Croix-Bleue. Elle est impressionnée par la lutte contre l'alcoolisme menée par l'organisation et, plus tard, dans plusieurs de ses œuvres abordera le problème d'alcoolisme notamment dans son pays.
En 1903, le directeur de théâtre letton de Riga, Jēkabs Āriņš-Duburs, lui demande de trouver et traduire en letton une pièce pour enfants. Ne sachant pas trouver une œuvre qui conviendrait Brigadere écrit en trois jours le conte Sprīdītis. La première représentation a lieu le 26 décembre 1903 et obtient un grand succès. D'autres pièces suivront.
De 1906 à 1907, Brigadere travaille comme professeur de letton au gymnase de femmes de E. Šube. De 1908 à 1909, Brigadere gère la rubrique littéraire de la revue Latvija. En 1915, la situation politique la pousse à l'exil à Moscou où elle demeure jusqu'à 1917.
De retour à Riga elle travaille à la rédaction de l'almanach Daugavas gada grāmata. En 1922, elle reçoit pour ses 25 ans de carrière littéraire, le cadeau d'État, un domaine à Tērvete, qu'elle appelle "Sprīdīši". Il comporte un ancien moulin transformé en maison d'habitation, un parc et un jardin. L'écrivaine y passera tous les étés jusqu'à sa mort. En 1933, sort le recueil de nouvelles Les héros silencieux ("Klusie varoņi"). La consécration vient avec la trilogie autobiographique : Dieu, nature, travail ("Dievs, daba, darbs", 1926), Les vents impitoyables ("Skarbos vējos", 1930) et Cage de pierre ("Akmeņu sprostā", 1933).
L'écrivaine meurt à Tērvete le 25 juin 1933. Elle repose au Cimetière de la Forêt à Riga. Le domaine de "Sprīdīši" accueille aujourd'hui le musée de Brigadere avec une maison d’hôtes et un salon de thé. Il est géré par la famille d'éditeur Jānis Rapa.

## Œuvres
- Slimnīca ("Hôpital", 1896)
- Vecā Karlīne ("La vieille Carline", 1897)
- Sprīdītis (conte, 1903)
- Princese Gundega un karalis Brusubārda (conte, 1912)
- Dzelzs dūre ("Poing d'acier", 1917-1918)
- Maija un Paija (conte, 1921)
- Lolitas brīnumputns ("Oiseau Merveilleux de Lolita" conte, 1926)
- Dievs, daba, darbs ("Dieu, nature, travail", 1926)
- Kvēlošā lokā (roman, 1928)
- Skarbos vējos ("Les vents impitoyables", 1930)
- Akmeņu sprostā ("Cage de pierre", 1933)
- Klusie varoņi ("Les héros silencieux", 1933)